# Tympanota melanconia
Tympanota melanconia là một loài bướm đêm trong họ Geometridae.